# سیارک ۲۰۷۶۹۵
سیارک ۲۰۷۶۹۵ (به انگلیسی: 207695 Olgakopyl، نامگذاری:2007RO39) دویست و هفت هزار و ششصد و نود و پنجمین سیارک کشف شده‌است که در ۸ سپتامبر ۲۰۰۷ کشف شد.